# Tomas Intas
Tomas Intas (ur. 15 września 1981 w Kłajpedzie) – litewski lekkoatleta, który specjalizuje się w rzucie oszczepem.
W 1999 zdobył złoty medal mistrzostw Europy juniorów - uzyskał wówczas wynik 77,88. Rok później w Santiago zajął 10. miejsce w mistrzostwach świata juniorów. Dwukrotny uczestnik uniwersjady - Pekin 2001 (nie awansował do finału) oraz Izmir 2005 (10. miejsce). W 2005 zajął 11. miejsce mistrzostwach świata, a w 2006 bez powodzenia startował w mistrzostwach Europy. Reprezentant Litwy w pucharze Europy, drużynowych mistrzostwach Europy oraz zimowym pucharze Europy. Wielokrotny medalista mistrzostw kraju. Rekord życiowy: 82,94 (11 września 2004, Bańska Bystrzyca). Do 2017 rekordzista Litwy w rzucie oszczepem.